# تاكيشي هاندا
تاكيشي هاندا (باليابانية: 半田 武嗣) (26 يونيو 1985 في فوكوكا في اليابان – )؛ هو لاعب كرة قدم ياباني سابق كان يلعب كلاعب وسط.

## وصلات خارجية
- تاكيشي هاندا على موقع رابطة كرة القدم اليابانية للمحترفين (اليابانية)